# Bill Pascrell
William James Pascrell Jr.  (Paterson, 25 de enero de 1937-Livingston, 21 de agosto de 2024) fue un político estadounidense que fue miembro de la Cámara de Representantes de los Estados Unidos por el estado de Nueva Jersey, habiendo servido en la Cámara desde 1997 hasta su fallecimiento en 2024. Pascrell fue miembro del Partido Demócrata y nativo de Paterson, Nueva Jersey. Antes de su elección a la Cámara de Representantes, Pascrell sirvió en la Asamblea General de Nueva Jersey durante cuatro mandatos a partir de 1988 y fue elegido para dos mandatos como alcalde de Paterson.

## Primeros años, educación y carrera académica
Nieto de inmigrantes italianos, Pascrell nació en Paterson, Nueva Jersey, hijo de Roffie J. (de soltera Loffredo) y William James Pascrell (originalmente Pascrelli). Asistió a la escuela primaria St. George's y en 1955 se graduó de la escuela secundaria St. John the Baptist, donde fue elegido presidente del consejo estudiantil. Sirvió en el Ejército de los Estados Unidos y en las reservas del ejército de los Estados Unidos. Pascrell asistió a la Universidad de Fordham en la ciudad de Nueva York y obtuvo una licenciatura en periodismo y una maestría en filosofía.
Pascrell pasó 12 años como profesor de secundaria en Paramus, Nueva Jersey, enseñando varias materias, incluida psicología, antes de ser contratado como profesor en la Universidad Fairleigh Dickinson. Fue nombrado miembro de la Junta de Educación de Paterson y sirvió como presidente.

## Mandato en la Cámara de Representantes
El 10 de octubre de 2002, Pascrell estuvo entre los 81 miembros demócratas de la Cámara de Representantes que votaron para autorizar la invasión de Irak.
Pascrell fue uno de los miembros originales del Comité de Seguridad Nacional y finalmente ascendió al puesto de miembro de alto rango en el Subcomité de Preparación para Emergencias. Tiene un interés particular en la seguridad contra incendios y fue autor del proyecto de ley que creó el Programa de Subvenciones de Asistencia a Bomberos, que otorga subvenciones federales directamente a todos los departamentos de bomberos, incluidos los departamentos de bomberos voluntarios, a los que llama "la parte olvidada de la ecuación de seguridad pública".
Pascrell también fue miembro del Comité de Transporte de la Cámara de Representantes, donde trabajó para modernizar carreteras, puentes, aeropuertos y sistemas de transporte público. Ha obtenido fondos para reconstruir varias carreteras y puentes peligrosos de Nueva Jersey, incluido el corredor de la Ruta 46. Además, ha ayudado a elaborar legislación para renovar los programas federales de transporte terrestre, proporcionando fondos para New Jersey Transit. La legislación se refería a proyectos de expansión ferroviaria entre los condados de Passaic y Bergen, la construcción de puentes a lo largo de la Ruta 46 y el establecimiento de un carril bici-peatonal en South Orange.
Pascrell es de ascendencia italiana y ha hablado abiertamente sobre la representación estereotipada de los italoestadounidenses en programas como Los Soprano de HBO. Su herencia italiana fue cuestionada por el comediante Stephen Colbert de The Colbert Report, quien alegó en una entrevista que Pascrell no podía ser realmente de ascendencia italiana porque los apellidos italianos deben terminar en una vocal. Presionado por Colbert para que diera un ejemplo de un apellido italiano que terminara en consonante, Pascrell respondió con "Sole".
Durante la gira Working on a Dream Tour de 2009 de Bruce Springsteen y la E Street Band, Pascrell pidió a la Comisión Federal de Comercio y al Departamento de Justicia de EE. UU. que investigaran las prácticas de Ticketmaster y TicketsNow con respecto a la venta de entradas para los espectáculos de la gira en Nueva Jersey. Posteriormente introdujo una legislación federal, la "BOSS ACT" (Mejor Supervisión de las Ventas Secundarias y Responsabilidad en la Venta de Entradas para Conciertos), para exigir a los vendedores primarios de entradas que revelen cuántas entradas se estaban reteniendo de la venta, prohibir a los corredores de entradas comprar entradas durante la primera 48 horas a la venta y prohíbe a los vendedores primarios de entradas, promotores y artistas ingresar al mercado secundario. En 2012, volvieron a surgir problemas durante la venta de entradas para el Wrecking Ball Tour 2012 de Springsteen. Ticketmaster dijo que el tráfico web fue 2,5 veces su nivel más alto del año. Las entradas para los espectáculos se agotaron en cuestión de minutos y muchas entradas a precios mucho más altos aparecieron en sitios web de reventa como StubHub menos de una hora después del horario de venta. Pascrell dijo que reintroduciría la BOSS ACT.
En octubre de 2008, después de la muerte de un joven de su distrito que volvió a jugar al fútbol sin haberse recuperado completamente de una conmoción cerebral sufrida a principios de temporada, Pascrell introdujo la Ley de herramientas de tratamiento y atención de conmociones cerebrales (ConTACT), que ha sido respaldada por la Liga Nacional de Fútbol, la Asociación de Jugadores de la Liga Nacional de Fútbol y la Asociación de Lesiones Cerebrales de Estados Unidos. ConTACT reúne una conferencia de expertos para producir pautas para el tratamiento y cuidado de las conmociones cerebrales para estudiantes de secundaria y preparatoria. También proporciona financiación para que las escuelas adopten tecnologías de pruebas neuropsicológicas de referencia y posteriores a la lesión.

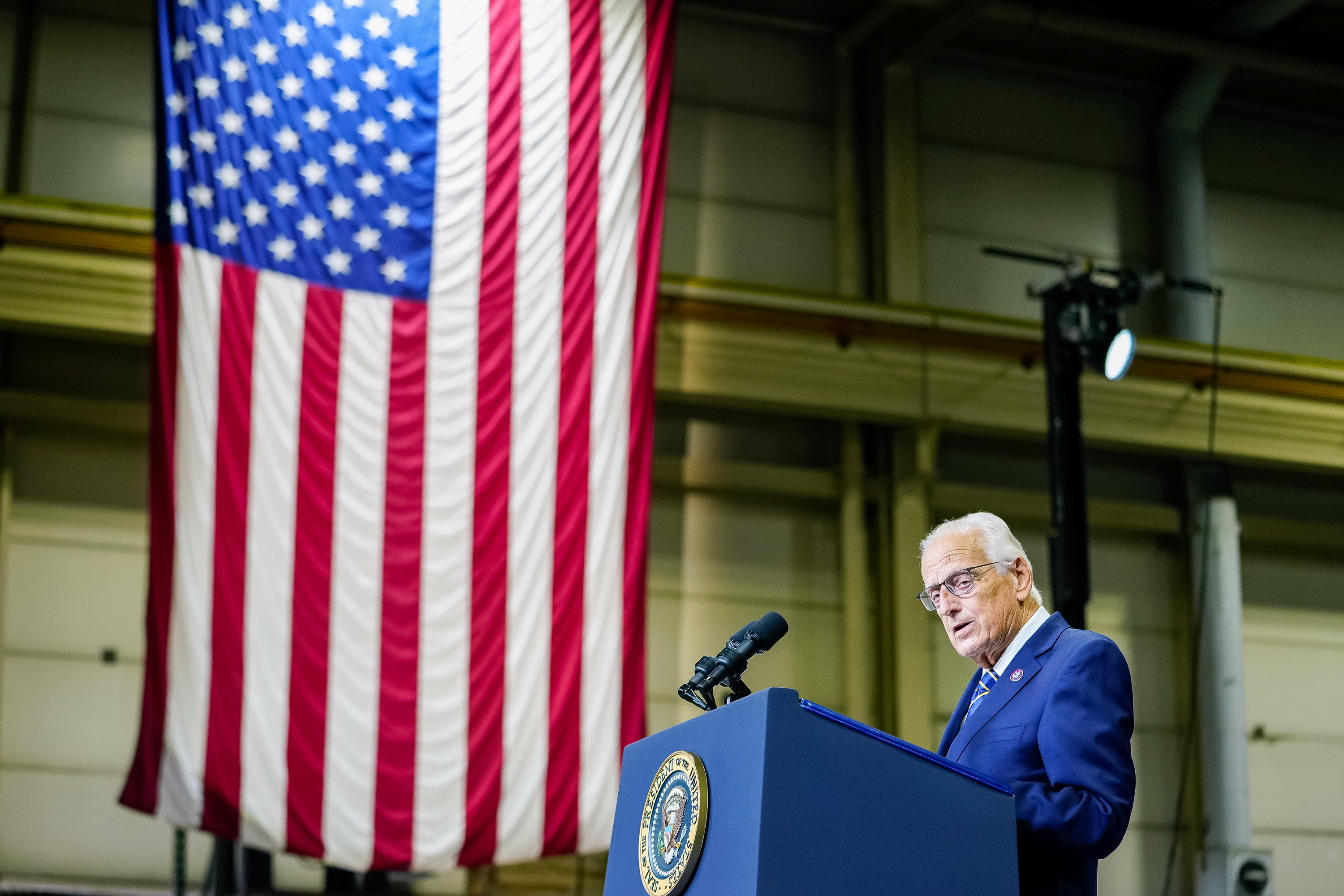
Pascrell pronuncia un discurso sobre la agenda Build Back Better en octubre de 2021 en Kearny, Nueva Jersey.

En enero de 2011, en respuesta al tiroteo de la representante Gabby Giffords, Pascrell dijo: "hay un aura de odio y los políticos electos la alimentan. Ciertas personas en Fox News la alimentan".
El 12 de marzo de 2013, Pascrell presentó la Ley de Reautorización de Lesiones Cerebrales Traumáticas de 2013 (H.R. 1098; 113º Congreso), un proyecto de ley que reautorizaría asignaciones para proyectos de los Centros para el Control y la Prevención de Enfermedades (CDC) para reducir la incidencia de lesiones cerebrales traumáticas y proyectos relacionados con el seguimiento y seguimiento de lesiones cerebrales traumáticas. Es cofundador y copresidente del Grupo de Trabajo sobre Lesiones Cerebrales del Congreso, que se fundó en 2001 y ahora incluye a más de 100 miembros del Congreso.
El 11 de diciembre de 2020, Pascrell, citando la  Decimocuarta Enmienda a la Constitución de los Estados Unidos  (§3, específicamente), pidió a la presidenta de la Cámara de Representantes, Nancy Pelosi, que no nombrara a los republicanos que firmaron un escrito amicus curiae apoyando al demandante de Texas contra Pensilvania, Ken Paxton, Fiscal General de Texas. Esta propuesta no incluiría a casi dos tercios de los representantes republicanos del entrante 117º Congreso de los Estados Unidos. Pascrell dijo: "El texto de la 14ª Enmienda prohíbe expresamente a los miembros del Congreso participar en rebeliones contra Estados Unidos. Intentar revocar una elección democrática e instalar un dictador parece un ejemplo bastante claro de ello".
Pascrell tiene un historial mixto en materia de aborto. En 1997, Pascrell fue uno de los 77 demócratas de la Cámara de Representantes que votaron a favor de la Ley de Prohibición del Aborto por Nacimiento Parcial. Votó a favor de la legislación nuevamente en 2003, cuando fue firmada como ley por el presidente George W. Bush. Desde entonces, ha adoptado una postura más partidaria del derecho al aborto. En 2013, Pascrell votó en contra de la Ley de protección del niño por nacer capaz de sufrir dolor a pesar de señalar que ha "estado en contra de cualquier financiación gubernamental del aborto" durante su mandato en el Congreso. Después de que la Corte Suprema revocara Roe v. Wade en 2022, escribió que "no es lugar para que un juez o un político interfiera con la decisión corporal de una mujer" En diciembre de 2022 votó a favor de la Ley del Estatus de Puerto Rico (H.R. 8393), legislación bipartidista que le da al pueblo de Puerto Rico la capacidad de decidir su futuro político. Votó en contra de la Ley de Protección de Sobrevivientes del Aborto Nacidos Vivos en enero de 2023.
Pascrell votó con la posición declarada del presidente Joe Biden el 100% de las veces en el 117º Congreso, según un análisis de FiveThirtyEight.

## Problemas de salud y fallecimiento
En 2020, Pascrell se sometió a una operación del corazón para destapar arterias.
A mediados de julio de 2024, Pascrell comenzó a sufrir una fiebre que requirió su hospitalización en el St. Joseph’s Regional Medical Center en Paterson, New Jersey desde el día 14 de ese mes hasta el 7 de agosto. Aunque la causa de la fiebre no queda clara, durante la hospitalización Pascrell también sufrió de una infección respiratoria que requirió aparatos de ayuda respiratoria.
Luego de lograr el alta de la hospitalización, y a estar bajo tratamiento de rehabilitación, Pascrell continuó buscando la reelección a un decimoquinto término en Congreso en las elecciones pautadas para el 5 de noviembre de 2024.Sin embargo, el 11 de agosto volvió a ser hospitalizado, esta vez en el Centro Médico Cooperman Barnabas en Livingston, Nueva Jersey.Allí falleció el 21 de agosto de 2024 a los 87 años.